# Amt Sternberger Seenlandschaft
Das Amt Sternberger Seenlandschaft liegt im Nordosten des Landkreises Ludwigslust-Parchim in Mecklenburg-Vorpommern (Deutschland) in der gleichnamigen Seenlandschaft. In diesem Amt haben sich 12 Gemeinden zur Erledigung ihrer Verwaltungsgeschäfte zusammengeschlossen. Der Verwaltungssitz befindet sich in Sternberg, eine Außenstelle besteht in Brüel.

## Lage
Das Amtsgebiet erstreckt sich in einer hügeligen Endmoränenlandschaft östlich des Schweriner Sees. Das Amtsgebiet wird von der Warnow und der Mildenitz durchflossen. Im Norden grenzt das Amtsgebiet an die Landkreise Nordwestmecklenburg und Rostock. Der Große Sternberger See und der Groß Labenzer See sind die größten der zahlreichen Seen im Amt. Die Nabenhöhe bei Hohen Pritz ist mit 85 m ü. HN die höchste Erhebung. Das Amtsgebiet liegt fast vollständig im Naturpark Sternberger Seenland.
Neben der Landwirtschaft spielt insbesondere der Tourismus an den verschiedenen Seen eine zunehmende Rolle. 

## Geschichte
Am 28. März 2001 wurde das Amt Sternberger Seenlandschaft mit den acht Gemeinden Borkow, Dabel, Groß Görnow, Hohen Pritz, Kobrow, Mustin, Stadt Sternberg und Witzin gebildet. Groß Görnow wurde am 1. Januar 2003 nach Sternberg eingemeindet. Am 1. Juli 2004 kamen die sechs Gemeinden Blankenberg, Stadt Brüel, Kuhlen-Wendorf, Langen Jarchow, Weitendorf und Zahrensdorf des aufgelösten Amtes Brüel hinzu. Zum 1. Januar 2016 bildeten die Gemeinden Langen Jarchow und Zahrensdorf die neue Gemeinde Kloster Tempzin.

## Die Gemeinden mit ihren Ortsteilen
- Blankenberg mit Friedrichswalde, Penzin, Weiße Krug und Wipersdorf
- Borkow mit Hohenfelde, Neu Woserin, Rothen, Schlowe und Woserin
- Stadt Brüel mit Alt Necheln, Golchen, Keez, Kronskamp, Necheln, Neu Necheln und Thurow
- Dabel mit Dabel-Woland, Holzendorf und Turloff
- Hohen Pritz mit Dinnies, Klein Pritz und Kukuk
- Kloster Tempzin mit Häven, Klein Jarchow, Langen Jarchow, Tempzin und Zahrensdorf
- Kobrow mit Dessin, Kobrow 2, Stieten und Wamckow
- Kuhlen-Wendorf mit Gustävel, Holdorf, Holzendorf, Kuhlen, Müsselmow, Nutteln, Tessin, Weberin, Wendorf und Zaschendorf
- Mustin mit Bolz, Mustin, Lenzen und Ruchow
- Stadt Sternberg mit Gägelow, Groß Görnow, Groß Raden, Klein Görnow, Neu Pastin, Pastin, Sagsdorf, Sternberger Burg und Zülow
- Weitendorf mit Jülchendorf, Jülchendorfer Meierei, Kaarz, Schönlage und Sülten
- Witzin mit Loiz

## Dienstsiegel
Das Amt verfügt über kein amtlich genehmigtes Hoheitszeichen, weder Wappen noch Flagge. Als Dienstsiegel wird das kleine Landessiegel mit dem Wappenbild des Landesteils Mecklenburg geführt. Es zeigt einen hersehenden Stierkopf mit abgerissenem Halsfell und Krone und der Umschrift „AMT STERNBERGER SEENLANDSCHAFT“.

## Verkehr
Durch das Amt Sternberger Seenlandschaft führen die Bundesstraßen 104 (Schwerin–Güstrow) und 192 (Neubrandenburg–Wismar). Die Bundesautobahn 14 streift das Amtsgebiet im Nordwesten, der einzig verbliebene Bahnhof in Blankenberg liegt an der Bahnlinie Schwerin–Rostock.